# Обильное (Калмыкия)
Оби́льное — село в Сарпинском районе Калмыкии, административный центр Обильненского сельского муниципального образования. Село расположено в 53 км к югу от районного центра села Садовое.
Население — 1163 человек (2010).
Основано в середине XIX века.

## История
30 декабря 1846 года император Николай Первый издал Указ о заселении дорог на калмыцких землях Астраханской губернии, предписавший учредить вдоль шести, пересекавших калмыцкие земли дорог, 44 станицы, поселив в каждой из них по 50 калмыцких и 50 русских семей. Созданием поселений правительство рассчитывало: во-первых, заселить важнейшие сухопутные артерии связывавшие центр России с Северным Кавказом, где тогда велись боевые действия, во-вторых дать толчок экономическому освоению края, в-третьих, с помощью русских крестьян перевести калмыков на оседлый образ жизни и обучить их земледелию, и, в-четвертых, устроить на калмыцких землях часть малоземельных крестьян.
Среди прочих на Царицынско-Ставропольском тракте была основана станица Кюнрюк (Обильная) (калм. Күңкргә — ключица) (первая часть названия впоследствии трансформировалась в Ункрюк).
Селения заселялись выходцами по большей части из малоземельных Воронежской и Харьковской губерний. В 1859 году в станице Обильной (Ункрюк) имелось 67 дворов, проживало 532 жителя.
В 1899 году в станице открылась церковно-приходская школа. В 1912 году основано Обиленское ссудо-сберегательное товарищество.
В 1919 году была открыта светская начальная школа.
В 1920 году село было включено в состав Калмыцкой автономной области. В мае 1925 года село обильное было передано в состав Сальского округа Северо-Кавказского края. Согласно первой Всесоюзной переписи населения 1926 года население села Обильное Обиленского сельсовета Заветинского района Сальского округа Северо-Кавказского края составило 2486 человек, из них украинцев — 1886.
В 1936 году местная школа была реорганизована в семилетнюю. В ноябре 1938 года село было включено в состав Калмыцкой АССР.
Указом Президиума ВС СССР от 27.12.1943 года «О ликвидации Калмыцкой АССР и образовании Астраханской области в составе РСФСР», как и другие населённые пункты Сарпинского улуса Калмыкии село было включено в состав Сталинградской области. Возвращено в состав Калмыкии на основании Указа Президиума ВС СССР от 09.01.1957 года «Об образовании Калмыцкой автономной области в составе РСФСР»
В 1954 году школа стала средней.

## Физико-географическая характеристика
Село расположено на юге Сарпинского района, в пределах Ергенинской возвышенности. Высота над уровнем моря — 47 м. Рельеф местности пересечённый. Село расположено в балках Ункрюк и Лозовая, при слиянии образующих балку Каменная (река Царын-Зельмень).
По автомобильной дороге расстояние до столицы Калмыкии города Элиста составляет 150 км, до районного центра села Садовое — 53 км. К селу имеется 17-км подъезд с гравийно-щебёночным покрытием от федеральной автодороги Элиста — Волгоград.
Согласно классификации климатов Кёппена-Гейгера село находится в зоне континентального климата с относительно холодной зимой и жарким летом (индекс Dfa). Среднегодовая норма осадков — 339 мм, температура воздуха — 9,1 С. В окрестностях села распространены светлокаштановые почвы различного гранулометрического состава в комплексе с солонцами.
В селе, как и на всей территории Калмыкии, действует московское время.

## Население
Динамика численности населения
| 1859 | 1897 | 1900 | 1905 | 1914 | 1926 |
| ---- | ---- | ---- | ---- | ---- | ---- |
| 532  | 1945 | 1972 | 2365 | 3374 | 2486 |

| 2002 | 2010  |
| ---- | ----- |
| 1248 | ↘1163 |

Национальный состав
Согласно результатам переписи 2002 года большинство населения посёлка составляли русские (82 %)

## Социальная инфраструктура
В селе имеется несколько магазинов, социально-культурный центр, библиотека, средняя общеобразовательная школа. Медицинское обслуживание жителей обеспечивают офис врача общей практики и расположенная в селе Садовом Сарпинская центральная районная больница.